# 1991 aux États-Unis
Pour des articles plus généraux, voir Chronologie des États-Unis et 1991.
Chronologie des États-Unis
- 1987
- 1988
- 1989
- 1990
- 1991
- 1992
- 1993
- 1994
- 1995

Cette page concerne des événements d'actualité qui se sont produits durant l'année 1991 du calendrier grégorien aux États-Unis.

## Gouvernement
- Président : George H. W. Bush
- Vice-président : Dan Quayle
- Secrétaire d'État : James Baker
- Chambre des représentants - Président : Tom Foley (Parti démocrate)

## Événements
- 1er janvier : le magazine Times attribue à George H. W. Bush le titre de personnalité de l'année.
- 15 janvier : fin de l'ultimatum fixé par l'ONU à l'Irak, la coalition constituée par les États-Unis depuis près de 6 mois se prépare à envahir le Koweït.
- 17 janvier : (Guerre du Golfe) Début de l'opération Tempête du Désert. 530 000 soldats américains, soutenus par 400 000 soldats alliés se déploient sur le territoire koweïtien, occupé par un million de soldats irakiens. En l’espace d'une offensive éclair de 1 mois, les troupes de la coalition chassent l'armée irakienne qui occupaient le Koweït depuis août 1990. 
  - 84 % des Américains soutiennent la guerre (48 % des Afro-américains). Des manifestations pacifistes éclatent cependant dans tout le pays.
- 28 février : fin de l'opération Tempête du Désert et de la guerre du Golfe. Victoire totale des forces armées américaines sur l'Irak. Libération et retour de la souveraineté du Koweït. 148 soldats américains sont morts au combat et 458 ont été blessés. la guerre a coûté 61,1 milliards de dollars aux États-Unis (dont les 3/4 ont été remboursés par des pays alliés).
- 4 avril : 41 personnes sont prises en otage à Sacramento.
- 21 mai : la Chambre des représentants demande que les effectifs américains en Europe soient ramenés de 250 000 à 100 000 hommes en 1995.
- 10 juin : enlèvement de Jaycee Lee Dugard, une enfant de 11 ans, séquestrée pendant 18 ans.
- 17 août : George H. W. Bush condamne la tentative de putsch communiste de Moscou à la demande de Boris Eltsine.
- 24 septembre : Nirvana sort son deuxième album : Nevermind. Il connaît un succès mondial, notamment avec le titre Smells Like Teen Spirit.
- 5 octobre : Publication du premier noyau Linux par Linus Torvalds. C'était la version 0.02, la 0.01 ayant eu une diffusion plus que confidentielle.
- 18 octobre : Clarence Thomas est nommé juge à la Cour suprême.
- 28 octobre-2 novembre : tempête de l'Halloween sur la côte Est des États-Unis et du Canada.
- 21 novembre : Civil Rights Act[1]. Loi sur la non-discrimination dans l'emploi.
- 4 décembre : Cessation d'activité de la compagnie américaine Pan Am (Pan American World Airways).
- 11 décembre : Tax Extension Act. Nouvelle hausse de la fiscalité pour résorber le déficit. Création d'une nouvelle tranche d'impôt de 31 % pour les contribuables gagnant plus de 82 140 $.

## Économie et société
- George H. W. Bush s'oppose aux chefs de l'opposition parlementaire dans la quête d'une solution au déficit budgétaire. Il échoue dans son combat en faveur d'une réduction de l'imposition des plus-values, puis impose une surtaxe sur les plus hauts revenus, tout en acceptant un accroissement des impôts qui frappent les classes moyennes en priorité. Nombre de ses partisans républicains se sentent trahis par la violation de sa promesse de campagne, « No New Taxes ».
- Bush lance un grand programme pour l'enseignement qui souffre d'un manque de crédit.
- Fin de la récession. Croissance de l'économie américaine.
- Le budget militaire atteint 310 milliards de dollars.
- Le chômage grimpe à 7,0 % de la population active.
- Hausse du déficit public à 225 milliards de dollars (5,3 % du PIB)

## Culture

### Cinéma

#### Films américains sortis en 1991
- x

#### Autres films sortis aux États-Unis en 1991
- x

#### Oscars
- Meilleur film :
- Meilleur réalisateur :
- Meilleur acteur :
- Meilleure actrice :
- Meilleur film documentaire :
- Meilleure musique de film :
- Meilleur film en langue étrangère :

## Naissances en 1991
- x

## Décès en 1991
- x